# Silent Voices
Silent Voices ist eine finnische Power- und Progressive-Metal-Band aus Kokkola, die 1995 gegründet wurde.

## Geschichte
Die Band wurde im Frühling 1995 gegründet und bestand aus dem Gitarristen Timo Kauppinen, dem Bassisten Pasi Kauppinen, dem Schlagzeuger Jukka-Pekka Koivisto und dem Keyboarder Henrik Klingenberg. In den folgenden Jahren wurden mehrere Demos angefertigt, wobei sich die Besetzung mehrfach veränderte. Nach dem Hinzukommen des Sängers Michael Henneken stabilisierte sich die Besetzung. Die Gruppe war bis zu diesem Zeitpunkt eine Instrumentalband gewesen. Im Herbst 1998 wurde eine selbstfinanzierte EP Memory and the Frame aufgenommen und 1999 veröffentlicht. Zudem wurden ein paar Auftritte abgehalten, so war die Gruppe 1999 auf dem Nummirock Metal Festival zu sehen. Danach arbeitete die Gruppe in einem Studio in Kokkola weiter an neuem Material. Ende 2000 erschien die Single You Got It / HumanCradleGrave. Letztgenanntes Lied ist auf den Samplern Northern Breeze II und Metal Rock Cavalcade vertreten. Kurze Zeit später erreichte die Gruppe einen Plattenvertrag bei diesem Label, woraufhin sie sich in das Tic Toc Studio in Kemi begab, um dort ihr Debütalbum aufzunehmen. Das Endprodukt wurde weltweit 2002 unter dem Namen Chapters of Tragedy veröffentlicht. Im Frühling und Sommer 2003 wurde an neuem Material geschrieben und dieses wurde geprobt. Im Juli begab sich die Band in die Sonic Pump Studios in Helsinki, um dort das zweite Album Infernal aufzunehmen, das im Juni 2004 erschien. Da der erhoffte Erfolg ausblieb, schrieben die Mitglieder weiter an neuem Material und begaben sich im Spätsommer 2005 in das Studio 57, um dort das nächste Album einzuspielen. Nachdem das fertige Material in den Sonic Pump Studios abgemischt und in den Chartmakers Studios gemastert worden war, kam es im Januar 2006 als Album unter dem Namen Building Up the Apathy in den Handel. Im Juni des Jahres wurde das Ausscheiden des Sängers Michael Henneken aufgrund musikalischer Differenzen bekanntgegeben. Auf dem nächsten Album Reveal the Change besteht die Band neben Klingenberg sowie Timo und Pasi Kauppinen aus dem Sänger Teemu Koskela und dem Schlagzeuger Jani „Hurtsi“ Hurula. Als Gastsänger wirkten Mats Levén, Tony Kakko, Mike Vescera und Mike DiMeo mit. Das Album war im Studio 57 in Kronoby aufgenommen und abgemischt und von Ted Jensen bei Sterling Sound in New York City gemastert worden. 2017 wurde das Live-Album Darkest Night in Europe veröffentlicht.

## Stil
Laut metalfromfinland.com wurde die Band anfänglich durch Dream Theater und Rush beeinflusst. UMUR von progarchives.com gab an, dass die Band eine Mischung aus Power- und Progressive-Metal spielt. Das Rock Hard stellte bei Infernal „Progressive Metal zwischen Dream Theater, Symphony X“ sowie einen starken „Hang zu fett groovenden Gitarrenrifforgien“ fest, wobei die Musik härter und imposanter ausfalle als bei dem Vorgänger. Das Spiel der Instrumente sei genretypisch technisch anspruchsvoll, während der Gesang wie eine Mischung aus Michael Vescera und Russell Allen klinge. Michael Henneken verstehe zwar etwas von seinem Fach, jedoch gelinge es ihm nicht „ausdrucksstarke Gesangslinien zu kreieren“. In einer späteren Ausgabe rezensierte Wolfram Küper Building Up the Apathy und beschrieb die Musik als professionell eingespielte Mischung aus Melodic- und Progressive-Metal. Keines der Lieder ist unter sechs Minuten lang, wobei sie mal mehr und mal weniger durch Dream Theater beeinflusst klängen. Jenny Rönnebeck schrieb, dass auf Darkest Night melodisch-progressive Songs enthalten sind, die jedoch recht konstruiert klängen. Das Album sei für Fans von Masterplan, Thunderstone, Sonata Arctica und Nocturnal Rites geeignet. Jost Frommhold von Metal.de schrieb in seiner Rezension zu Infernal vor allem die Gitarren würden an Dream Theater erinnern. Der Gesang klinge etwas wie der von James LaBrie, habe jedoch nicht einen so affektierten Charakter. Im Gegensatz zu Dream Theater sei Silent Voices jedoch geradliniger und vermeide Breaks und ein zu anspruchsvolles Gitarrenspiel. Zudem sei man stärker im Power Metal verwurzelt.

## Diskografie
- 1995: Instrumental Demo '95 (Demo, Eigenveröffentlichung)
- 1997: Nothing Lasts Forever (Demo, Eigenveröffentlichung)
- 1999: Memory and the Frame (EP, Eigenveröffentlichung)
- 2000: You Got It / HumanCradleGrave (Single, Eigenveröffentlichung)
- 2002: Chapters of Tragedy (Album, Low Frequency Records)
- 2004: On the Wings of Rage (Single, Low Frequency Records)
- 2004: Infernal (Album, Low Frequency Records)
- 2006: Building Up the Apathy (Album, Low Frequency Records)
- 2013: Reveal the Change (Album, Innerwound Recordings)
- 2015: Darkest Night (Single, Innerwound Recordings)
- 2017: Darkest Night in Europe (Live-Album, 57 Records)